# Trinidad e Tobago nos Jogos Olímpicos de Verão de 1956
Trinidad e Tobago participou dos Jogos Olímpicos de Verão de 1956 em Melbourne, Austrália.

## Resultados por Evento

### Ciclismo
Velocidade individual masculino
- Hylton Mitchell — 13º lugar

1km contra o relógio masculino
- Hylton Mitchell — 1:16.5 (→ 19º lugar)

Estrada Individual Masculino
- Hylton Mitchell — não terminou (→ sem classificação)